# Konser
Konser – pierwsza koncertowa płyta grupy Duman. 
Album został wydany w 2003 roku przez wytwórnię płytową NR1 Müzik. Utwory, które znalazły się na płycie, pochodzą z czterech zarejestrowanych przez zespół koncertów, które odbyły się 16 marca, 16 maja oraz 15 i 27 czerwca 2003 w Stambule. 
Oprócz autorskich kompozycji Duman na płycie znalazły się także covery piosenek innych wykonawców, takie jak Her Şeyi Yak, Gurbet, Çile Bülbülüm i Olmadı Yar.

## Lista utworów
1. "Bu Akşam"
2. "Masal"
3. "Bebek"
4. "İstanbul"
5. "Senin Gibi"
6. "Oje"
7. "Gurbet"
8. "Çile Bülbülüm"
9. "Belki Alışman Lazım"
10. "Halimiz Duman"
11. "Her Şeyi Yak"
12. "Yalnızlık Paylaşılmaz"
13. "Hayatı Yaşa"
14. "Olmadı Yar - Giriş"
15. "Olmadı Yar"
16. "Köprüaltı"

## Teledyski
- "Çile Bülbülüm" (2003)
- "Olmadı Yar" (2003)